# 艾倫氏蛇鰻
艾倫氏蛇鰻，為輻鰭魚綱鰻鱺目糯鰻亞目蛇鰻科的其中一種，分布於澳洲海域，棲息深度115-200公尺，體長可達76公分，棲息在底層海域，為底棲性魚類，屬肉食性，生活習性不明。

## 擴展閱讀
維基物種上的相關：艾倫氏蛇鰻